# Joan Llimona
Pour les articles homonymes, voir Llimona et Bruguera (homonymie).
Joan Llimona i Bruguera, né à Barcelone le 23 juin 1860 et mort dans cette même ville le 23 février 1926, est un peintre moderniste espagnol.
Il est l'un des membres de la grande famille d'artistes des Llimona. Il est le frère de Josep Llimona et le père de Mercè et Núria Llimona.

## Biographie
Joan Llimona étudie à l'École de la Llotja de Barcelone, dans le prestigieux atelier de Ramon Martí Alsina et d'Antoni Caba.
Sa œuvre est empreinte d'une grande religiosité, voire de mysticisme.
En 1893, il fonde avec son frère Josep, l'architecte Antoni Gaudí et les peintres Dionís Baixeras et Joaquim Bancells le Cercle Artistique de Sant Lluc
Il exécute également des oeuvres de peinture murale, inspiré par les travaux de Puvis de Chavannes de Jean-François Millet et du préraphaélisme britannique. On lui doit la coupole de l'abbaye de Montserrat.
Mort à Barcelone 1926, il repose au cimetière du Poblenou dans le caveau familial.
Son oeuvre est présente aujourd'hui dans le monde entier, comme en France au Musée d'Orsay.